# Индонезийско-малайзийские отношения
Индонезийско-малайзийские отношения — двусторонние дипломатические отношения между Индонезией и Малайзией. Протяжённость государственной границы между странами составляет 1881 км.

## История
16 сентября 1963 года была провозглашена независимость Малайзии, части которой (Сабах и Саравак) имели общую границу с Индонезией. Индонезия резко негативно отнеслась к возникновению нового государства, так как президент Индонезии Сукарно считал, что Малайзия станет базой для «неоколонизма и империализма» (НЕКОЛИМ) и это может подорвать результаты индонезийской революции. Премьер-министр Малайзии Абдул Рахман согласился предоставить территорию для базирования британских вооружённых сил в стране, а также Малайская Федерация оказывала помощь повстанцам Революционного правительства Республики Индонезии в 1958 году. После создания Малайзии началась волна антималайских и антибританских демонстраций в Индонезии, в результате чего произошло сожжение британского посольства. Члены Коммунистической партии Индонезии захватили британские плантации и другие предприятия, которые затем были переданы правительству страны.
23 сентября 1963 года Сукарно провозгласил себя пожизненным президентом, а также заявил, что Индонезия должна уничтожить Малайзию. Индонезийские военизированные подразделения незаконно проникли на территорию Малайзии, но были схвачены, прежде чем смогли установить контакт с местными диссидентами. Это событие ознаменовало начало индонезийско-малайзийской конфронтации, в которой также приняли участие Великобритания, США, СССР и КНР. В декабре 1964 года Генеральная Ассамблея ООН избрала Малайзию в качестве непостоянного члена Совета Безопасности, в ответ Сукарно заявил о выходе Индонезии из этой организации и пообещал создать новую альтернативную международную организацию.
В 1970-х годах, после окончания индонезийско-малайзийской конфронтации, отношения между странами улучшились. Правительства обеих стран стали сотрудничать в рамках АСЕАН. Новый формат отношений подкреплялся этническим родством двух народов, религией, культурой и схожим языком. Сохранялись и негативные моменты: незаконные индонезийские иммигранты в Малайзии, опасения Индонезии по поводу экспорта радикальных исламских аудиокассет из Малайзии, но развитие торговли между странами способствовало налаживанию хороших отношений. Однако к концу 1980-х годов правительства Индонезии и Малайзии дистанцировались друг от друга, поскольку они видели различные подходы к решению проблем по взаимодействию со своими основными торговыми партнёрами, в частности, Малайзия некорректно вмешалась в развивающиеся отношения между Сингапуром и Индонезией. В 1992 году Индонезия в АСЕАН выразила неприятия Малайзийской системы Восточноазиатской экономической группы, что подчеркнуло различный взгляд этих двух стран на будущее АСЕАН. Например, на саммите Движения неприсоединения премьер-министр Малайзии Махатхир Мохамад выступал резко с проазиатскими и происламскими лозунгами, что сильно отличалось от умеренной позиции президента Индонезии Сухарто.

## Торговые отношения
В 2015 году товарооборот между странами составил сумму 25 млрд. долларов США. В 2016 году объём товарооборота значительно снизился и составил сумму 14,3 млрд долларов США. В 2017 году правительства обеих стран поставили целью достичь объёма товарооборота в 30 млрд долларов США.

## Культура
Индонезийский и малайзийский язык являются взаимопонятными. Большинство населения обеих стран по происхождению принадлежат к австронезийцам или малайцам. Большинство населения этих стран исповедует ислам.

## Членство в международных организациях
Малайзия и Индонезия являются членами-учредителями АСЕАН и АТЭС, а также входят в Движение неприсоединения, Исламскую восьмёрку и Организацию исламского сотрудничества.